# Stanisław Grabda
Stanisław Grabda ps. „Bem”, „Wir”, „Olszyna” (ur. 3 grudnia 1916 w Przededworzu, zm. 15 kwietnia 1953 w Kielcach) – porucznik NSZ, AK.
Był jednym z czworga dzieci Jana i Stanisławy z domu Musiał. Grabdowie byli dość zamożną rodziną. Posiadali jedno z największych gospodarstw w okolicy. Młody Stanisław uczęszczał do Publicznej Szkoły Powszechnej w pobliskim Chmielniku. W 1938 ukończył gimnazjum im. Św. Stanisława Kostki w Kielcach i podjął służbę wojskową w Szkole Podchorążych Rezerwy Piechoty w Kielcach. W 1939 w randze podporucznika został dowódcą plutonu.
W czasie kampanii wrześniowej Stanisław Grabda brał udział w bitwie nad Bzurą, ranny dostał się do niewoli, z której udało mu się uciec. Po powrocie do domu odszukał dawnych kolegów i już wiosną 1940 wstąpił do Związku Jaszczurczego. Przyjął pseudonim „Wir”. Za zgodą Komendanta Powiatowego ZJ przeszedł do Narodowej Organizacji Wojskowej, gdzie jako zawodowy żołnierz prowadził szkolenia taktyczne o charakterze dywersyjnym.
W 1942 został mianowany zastępcą dowódcy Grupy Do Zadań Specjalnych (G.Z.S.) NSZ skoszarowanej w Smogorzowie. Rozpoczął potyczki z Niemcami (Nowy Korczyn – las Magierański k/Zborowa). Pełnił funkcje instruktora V Okręgu Wojskowego NSZ. Zakładał liczne placówki na Kielecczyźnie i Lubelszczyźnie, inwentaryzował broń i ekwipunek, zbierał informacje mające znaczenie społeczne, polityczne i gospodarcze, szczególnie dotyczące działalności PPR oraz Gwardii-Armii Ludowej. 
15 czerwca 1944 sformowany został 204 pp. Ziemi Kieleckiej. W jego skład wszedł oddział por. Stanisława Grabdy. Stał on się on 4 kompanią tego pułku.  Pod koniec miesiąca 204 pp. stoczył walkę z oddziałami AL Stefana Szymańskiego „Osy” i Wacława Młynka „Wrzosa” wspieranymi przez sowietów. Podczas trwającego ponad miesiąc przemarszu, 204 pp. odbył szereg potyczek nie tylko z Niemcami, ale również oddziałami Armii Ludowej i Batalionów Chłopskich (oddział Józefa Maślanki).
11 sierpnia 1944 204 pp. Ziemi Kieleckiej dotarł do Lasocina, gdzie wraz z 202 pp. Ziemi Sandomierskiej sformował Brygadę Świętokrzyską NSZ, której dowódcą mianowano płk. Antoniego Szackiego ps. „Bohun”. Stanisław Grabda został dowódcą 1 kompanii w ramach 1 batalionu 204 pp. Na skutek konfliktu z dowództwem Brygady, którego podłożem była jej współpraca z Niemcami w nocy z 28 na 29 listopada opuścił Brygadę wraz ze swoją kompanią i włączył ją w skład Batalionu Szturmowego „Tobruk” 106 Dywizji Ziemi Miechowskiej AK. W jego szeregach walczył aż do 15 stycznia 1945, czyli niemal do dnia rozwiązania Armii Krajowej.
Po wojnie por. Grabda powrócił do Przededworza, lecz musiał się ukrywać, gdyż był poszukiwany przez NKWD i UB. Zmienił nazwisko i udał się na Śląsk (zorganizował bazę przetrwania dla żołnierzy NSZ), a potem na Pomorze. Spodziewając się wybuchu konfliktu pomiędzy aliantami zachodnimi a Związkiem Sowieckim, nadal działał w konspiracji. W ramach amnestii ujawnił się w 1947 w Poznaniu. Wraz z żoną Marią, którą poślubił w tym samym roku, zamieszkał w Gdańsku-Oliwie.
W styczniu 1950 został aresztowany. Z Gdańska został przewieziony do więzienia przy ul. Zamkowej w Kielcach. 30 sierpnia 1952 Wojskowy Sąd Rejonowy w Kielcach, po dwóch latach tortur, na podstawie fałszywych dowodów skazał Stanisława Grabdę na karę śmierci za „zbrodniczą działalność na rzecz obcego państwa”. Wyrok wykonano 15 kwietnia 1953. Miejsce pochówku pozostaje nieznane.
Wyrok sądu został uchylony dopiero w 1994. W 2007 prezydent RP Lech Kaczyński w uznaniu zasług w walce o wolną i niepodległą Polskę odznaczył pośmiertnie Stanisława Grabdę Krzyżem Oficerskim Orderu Polonia Restituta.

## Mordy na Żydach
W lutym 1943 współpracownik Grabdy zorganizował przeszukanie w gospodarstwie w Śladkowie Małym. Mężczyzna wykrył ukrywających się Żydów. Wszystkich kilkunastu ludzi przekazano w ręce Niemców, którzy ich rozstrzelali. Grabda nakazał torturować, a później zabić przechowującego ich gospodarza. Ten sam dowódca miał też rozstrzelać dwóch Żydów w gminie Gęsice i dwóch zbiegów żydowskich z obozu pracy, którzy chcieli się przyłączyć do partyzantki w okolicach Rakowa.